# Alberto Toso Fei
Alberto Toso Fei (Venezia, 17 febbraio 1966) è uno scrittore, saggista e giornalista italiano.

## Biografia
Alberto Toso Fei discende da una delle antiche famiglie di vetrai dell'isola di Murano, i cui primi documenti scritti risalgono al 1351.
I suoi libri sulla storia segreta e leggendaria di Venezia e di altre città italiane, nati dal recupero della tradizione orale, sono diventati opere d'arte, performance, installazioni, cacce al tesoro, percorsi turistici. Con i suoi storytelling, dà vita a recital, TEDx, documentari, eventi on line che hanno al centro la narrazione di Venezia.
Alberto Toso Fei ha all’attivo oltre 25 titoli, tradotti in più lingue. Tra questi, Il piede destro di Byron , edito da Marsilio, un noir con protagonista il veneziano Alessandro Nicoli, ex giornalista e investigatore per caso, ma anche I graffiti di Venezia (con Desi Marangon), prima ricerca nel suo genere con la mappatura di oltre seimila graffiti storici.
Conoscitore della storia di Venezia ed esperto di leggende, la sua ricerca nasce da lontano, da quando decise che avrebbe raccolto le storie dei nonni che rischiavano di andare perdute. Gran parte del suo lavoro nasce dunque dal recupero della tradizione orale con l’idea di farla rivivere, riportando le storie nei luoghi in cui ebbero origine e ricreando la dimensione del racconto, quella che un tempo avveniva intorno al focolare.
Il suo percorso nasce nei primi anni Duemila con Leggende veneziane e storie di fantasmi, Veneziaenigma, Misteri della laguna e racconti di streghe editi da Elzeviro, I segreti del Canal Grande edito da Studio LT2. 
Ha scritto Misteri di Venezia e Misteri di Roma, con prefazioni di Carlo Lucarelli e Giancarlo De Cataldo, editi da Editoriale Programma e Studio LT2.
Toso Fei ha realizzato con Log607/Marsilio anche due libri-gioco su Venezia e Roma, dando vita alla saga del Ruyi: grazie a un sofisticato sistema tecnologico, con l’uso del telefono cellulare, si diviene protagonisti di una caccia al tesoro culturale; un sistema con cui il Comune di Venezia ha inaugurato il free wireless in città, con centinaia di persone coinvolte nel gioco.
Per Marsilio, l’autore ha realizzato poi Carnivalia, guida-gioco al Carnevale di Venezia in cui a guidare i lettori alla scoperta del vero Spirito del Carnevale è un inedito Casanova che svela un antico segreto rivelatogli da Cagliostro.
I libri di Toso Fei offrono anche altre possibilità di viaggio nel tempo: come con Shakespeare in Venice, un libro-guida scritto con Shaul Bassi con quaranta luoghi della Serenissima vista con gli occhi di Otello e di Shylock che si basa su una domanda: se Shakespeare avesse visitato davvero Venezia, che cosa avrebbe visto? (Elzeviro).
Tra i suoi lavori editi da Newton Compton, vi sono La Venezia segreta dei dogi, Tesori nascosti di Venezia e Forse non tutti sanno che a Venezia, Un giorno a Venezia con i dogi, e I luoghi e i racconti più strani di Venezia.
Toso Fei cura una rubrica domenicale de Il Gazzettino, dove pubblica le biografie dei veneziani più o meno noti, annualmente raccolti nei volumi Ritratti veneziani.
Presentato dall’artista Mimmo Palladino e dal giornalista Roberto Ippolito, nel 2017 partecipa alla selezione del Premio Strega con la graphic novel Orientalia. (Round Robin) realizzata col disegnatore Marco Tagliapietra.
Nel 2021, anno in cui Venezia ha festeggiato i suoi leggendari 1600 anni, ha dato alle stampe Venezia in numeri, edito da Editrice Programma.
Alberto Toso Fei è diventato un personaggio nei romanzi di Tullio Avoledo (Le radici del cielo, in cui impersona un narratore veneziano in una Venezia post apocalittica), Giancarlo De Cataldo (I Traditori, trasfigurato nel giovane rivoluzionario Guido Toso) e Gaetano Savatteri (che lo cita come autore da leggere a Venezia per conquistare una donna ne La fabbrica delle stelle).
Nel 2012 per Edizioni della Sera è uscito un libro-intervista su Alberto Toso Fei curato da Stefano Giovinazzo e Alessandra Stoppini, intitolato Venezia, crocevia di storie.

## Storytelling
Alberto Toso Fei si dedica alla narrazione di Venezia oltre che con le sue pubblicazioni, tramite performance, recital, conferenze, TEDx, incontri streaming e progetti digitali, porta la storia e le leggende di Venezia nel mondo. Toso Fei scopre le pietre, i graffiti, le leggende nascoste, i racconti perduti dei nonni, la storia ufficiale e quella segreta.
Toso Fei con i suoi storytelling collabora da anni con il Carnevale di Venezia con performance sul palco di Piazza San Marco o in streaming come per il Carnevale digitale 2021. A Toso Fei nel 2021 è stato affidato il racconto del rogo del Teatro La Fenice nel 25º anniversario.
Ha collaborato con varie trasmissioni Rai e Mediaset in occasione di episodi legati alla città lagunare, come Ulisse di Piero Angela e Alberto Angela, Voyager di Roberto Giacobbo, Geo & Geo, Sereno variabile, Viaggio nella grande bellezza di Cesare Bocci, oltre a produzioni televisive e cinematografiche internazionali, come BBC e FOX Family Channel.
Toso Fei è pubblicato anche in Russia.
Alberto Toso Fei come performer ha dato vita a diverse iniziative, come Venezia rivelata, in collaborazione con l’artista Elena Tagliapietra: un ciclo di incontri pubblici in luoghi significativi della città, o come il “Bocolo” performance collettiva che ha visto piazza San Marco un migliaio di persone dare corpo a un bocciolo di rose gigante per la Festa di San Marco il 25 aprile, in cui si celebra il patrono della città.
Attivo sul web con la pagina Facebook Venezia in un Minuto (diventato anche un canale YouTube), Alberto Toso Fei, fin dalla prima sera di lockdown in Italia, l’8 marzo 2020, ha dato vita al Decamerone Veneziano, momento quotidiano di narrazione a mezzanotte, che nei momenti di pandemia ha tenuto compagnia a migliaia di persone, come ai tempi della peste di boccaccesca memoria.
Proprio sul tema della peste Toso Fei ha realizzato nel 2020 il documentario sulla storia delle pandemie a Venezia Dalla peste alla Salute, che raccoglie in un solo documento video quei luoghi (lazzaretti, scuole grandi, chiese votive) legate alla storia del morbo e della città.
Ancora virtualmente, per il Comune di Venezia, Toso Fei ha intrapreso anche un “Viaggio nel teatro veneziano” in 10 puntate.
Ha creato ed è direttore artistico del Festival “Veneto: Spettacoli di Mistero”, che tradizionalmente prende il via a novembre in cento località della regione, alla riscoperta della grande e piccola storia dei luoghi.

## Opere
- Leggende veneziane e storie di fantasmi, Venezia, Arsenale, 2000
- Leggende veneziane e storie di fantasmi, Venezia, Elzeviro, 2002 ISBN 978-8887528053
- Venetian legends and ghost stories. A guide to places of mystery in Venice, Venezia, Elzeviro, 2002 ISBN 978-8887528060
- Veneziaenigma, Venezia, Elzeviro, 2004, Premio Gambrinus Giuseppe Mazzotti e Premio della Giuria dei Lettori ISBN 978-8887528091
- Legendes venitiennes et histoires de fantomes, Venezia Elzeviro, 2005 ISBN 978-8887528077
- Misteri della Laguna e racconti di streghe, Venezia, Elzeviro, 2005 ISBN 978-8887528145
- Leyendas venecianas e historias de fantasmas, Venezia, Elzeviro, 2008 ISBN 978-8887528169
- Shakespeare in Venice, con Shaul Bassi, Venezia, Elzeviro, 2007 ISBN 978-8887528206
- The Ruyi Venezia, Treviso, Log607, 2007 ISBN 978-8895836041
- The Ruyi, Venice act, Treviso, Log607, 2007 ISBN 978-8895836010
- The Ruyi, Roma, Treviso, Log607, 2008 ISBN 978-8895836027
- Veneziaenigma. Treize siècles de mystères, de curiosités et d'événements extraordinaires entre histoire et mythe, Venezia, Elzeviro, 2008 ISBN 978-8887528213
- Venezianische legenden und gespenstergeschichten, Venezia, Elzeviro, 2008 ISBN 978-8887528237
- Veneziaenigma. Thirteen centuries of chronicles, mysteries, curiosities and extraordinary events poised between history and myth, Venezia, Elzeviro, 2008 ISBN 978-8887528220
- The Ruyi Venezia, Venezia, Marsilio, 2009 ISBN 978-8831719469
- The Ruyi Roma, Venezia, Marsilio 2009 ISBN 978-8831723992
- I Segreti del Canal Grande, Venezia, Studio LT2, 2009 ISBN 978-8888028248
- Venice. The Ruyi, Venezia, Marsilio 2009 ISBN 978-8895836133
- Rome. The Ruyi, Venezia, Marsilio 2009 ISBN 978-8895836171
- Accadde a Pechino, Pechino, Istituto italiano di Cultura di Pechino, 2010, con Giancarlo De Cataldo, Carlo Lucarelli, Giorgio Faletti, Margherita Oggero, Piero Colaprico, Marcello Fois, Bruno Morchio, Qiu Xiaolong (in italiano e in cinese)[37] ISBN 978-7503946288
- The secrets of the grand canal. Mysteries, anecdotes, and curiosities about the most beautiful boulevard in the world, Venezia, Studio LT2, 2010 ISBN 978-8888028439
- Misteri di Venezia, Venezia, Studio LT2, 2011 ISBN 978-8888028798
- Un sacrificio di Sangue, con Lara Pavanetto, Venezia, Studio LT2, 2011 ISBN 978-8888028958
- Misteri del Sotoportego, con Pierre Casè, Milano, Skira, 2011 ISBN 978-8857211992
- Misteri di Roma, Venezia, Studio LT2, 2012 ISBN 978-8888028781
- Il mistero della donna vestita di nero, Venezia, Studio LT2, 2013, libro dal quale la trasmissione Rai “Chi l’ha visto?” ha riaperto il caso di Giorgio Baldrocco[38] ISBN 978-8897928201
- I tesori nascosti di Venezia, Venezia, Newton Compton, 2014 ISBN 978-8854192898
- Leggende veneziane, Venezia, Radio Magica Fondazione Onlus, 2014
- Venetian Legends, Venezia, Radio Magica Fondazione Onlus, 2014
- La Venezia segreta dei dogi, Venezia, Newton Compton, 2015 ISBN 978-8854182745
- Mysteries of Venice. Seven nights of history and myth. Legends, ghosts, enigmas and curiosities, Venezia, Studio LT2, 2015 ISBN 978-8897928805
- Un bocciolo di rosa, storie misteri e canzoni per Venezia, Venezia, Azzurra Music, 2015, libro/disco contenente un cd di Angela Milanese e Maurizio Nizzetto, con Sir Oliver Skardy ISBN 978-8898840977
- Forse non tutti sanno che a Venezia... curiosità, storie inedite, misteri, aneddoti storici e luoghi sconosciuti della città più famosa d'Italia, Roma, Newton Compton, 2016 ISBN 978-8854195509
- Un giorno a Venezia con i dogi, Roma, Newton Compton, 2017 ISBN 978-8822708267
- Orientalia, mille e una notte a Venezia, con Marco Tagliapietra, Roma, Round Robin, 2017, opera selezionata per il Premio Strega, unica graphic novel in gara[39] ISBN 978-8898715770
- Венецианские Тайны (Misteri di Venezia)[40], Mosca, ОГИ, 2015 ISBN 978-5942827618
- Misteri del Veneto, Venezia, Linea Edizioni, 2017 ISBN 978-8899644321
- Римские Тайны (Misteri di Roma), Mosca, ОГИ, 2017 ISBN 978-5942828097
- Fantasmappa, guida ai misteri di Roma[41], Roma, TIC Edizioni, 2018 ISBN 978-8898960316
- I luoghi e i racconti più strani di Venezia, Roma, Newton Compton, 2018 ISBN 978-8822721662
- Ritratti Veneziani 1, Treviso, De Bastiani, 2019 ISBN 978-8884666161
- Ritratti Veneziani 2, Treviso, De Bastiani, 2019 ISBN 978-8884666178
- Le storie della Querini 1869-2019, Venezia, Fondazione Querini Stampalia, 2019 ISBN 978-8898214143
- Ritratti Veneziani 3, Treviso, De Bastiani, 2020 ISBN 978-8884666642
- Ritratti Veneziani 4, Treviso, De Bastiani, 2021 ISBN 978-8884667199
- Venezia in numeri, una storia millenaria, Venezia, Editoriale Programma, 2021 ISBN 978-8866437802
- Ritratti Veneziani 5, Treviso, De Bastiani, 2022 ISBN 978-8884667694
- Leo salva Venezia, con Yansu Wang, Venezia, Lineadacqua, 2022 ISBN 979-1280979001
- Misteri di Venezia, Venezia, Editoriale Programma, 2022 ISBN 978-8866439226
- I graffiti di Venezia, con Desi Marangon, Venezia, Lineadacqua, 2022 ISBN 978-8832066616
- Veneziana, con Beppe Gullino, Venezia, Editoriale Programma, 2022 ISBN 978-8866439387
- Venezia Urbs Scripta, con Desi Marangon, Venezia, Editoriale Programma, 2023 ISBN 978-8866439981
- Il piede destro di Byron, Venezia, Marsilio, 2023 ISBN 978-8829718108
- Ritratti Veneziani 6, Treviso, De Bastiani, 2023 ISBN 978-8884668264
- E noi invece così sereni, con un saggio di Giovanni Bianchi e illustrazioni di Vittorio Bustaffa, Venezia, Tostapane Edizioni, 2024 ISBN 979-12-210-6549-7
- Esploratori di Venezia, con Roberto Bottazzo, Venezia, Casa Editrice El Squero, 2024 ISBN 979-12-80742-46-9
- I segreti del Canal Grande (riedizione), Venezia, Editoriale Programma, 2024 ISBN 979-12-5634-035-4

## Premi e riconoscimenti
- 2005 Premio del Pubblico Veneto Banca - La Voce dei Lettori per Veneziaenigma. Premio Gambrinus Giuseppe Mazzotti Archiviato il 6 maggio 2021 in Internet Archive. per Veneziaenigma
- 2007 Premio speciale della giuria per la narrativa veneta del premio Villa Morosini per Misteri della laguna e racconti di streghe
- 2009 Premio Nazionale per l’innovazione dei Servizi, categoria Turismo, consegnato dal Presidente della Repubblica Giorgio Napolitano, per The Ruyi Venezia e The Ruyi Roma
- 2012 Premio Città Impresa per i Fabbricatori di idee e sviluppo del Nordest
- 2012 Premio Biennale Leone di Vetro della Confartigianato per il lavoro di salvaguardia della tradizione orale
- 2017 Ammissione alla partecipazione al Premio Strega per il graphic novel Orientalia

## Collaborazioni a progetti artistici
- 1995 Lontananze e viCINAnze, mostra fotografica sulla Cina, Al Vapore di Marghera.

- 2009 In seno all’installazione dell’artista e regista gallese Peter Greenaway, Alberto Toso Fei ha dato la voce ad alcuni personaggi de La cena a Casa di Levi, che nell’allestimento di Greenaway esposto sull’Isola di San Giorgio parlavano rigorosamente veneziano[42].

- 2011 Consulente storico del progetto artistico Il Mostro della laguna, installazione in vetro, legno e acciaio nata da una leggenda raccolta dall’autore, e divenuto un “mostro” in vetro di Murano lungo sette metri, dotato di luce, voce e respiro[43].

- 2011 Collaborazione per i contenuti della performance/installazione dell’artista Chiara Mu, che per un mese, all’alba e al tramonto, ha sostato nel campiello di San Giovanni Evangelista scalza, vestita di bianco, invitando i passanti a prenderla per mano e attraversare insieme il breve tragitto del campo, offrendo loro un simbolico “pronto soccorso affettivo”. Il titolo della performance era Mi dimenticherò di te tutti i giorni[44].

- 2011 Per la Mostra Misteri del Sotoportego, dell’artista ticinese Pierre Casè, ha scritto dieci racconti inediti che hanno fanno parte integrante dell’esposizione[45]. La mostra è stata uno degli eventi collaterali della Biennale d’Arte. Dall'esperienza è stato tratto un catalogo con lo stesso titolo della mostra che contiene i racconti.

- 2013 Partecipazione all’installazione multimediale collettiva Torototela, ispirata dai racconti della tradizione orale veneziana raccolti nei libri e ideata dall’Associazione culturale B-rain col supporto di Punto Croce.